# 春鶯囀 (宝塚歌劇)
『春鶯囀』（しゅんおうてん）は、宝塚歌劇団の舞台作品。
宝塚公演における併演作品は『ラビング・ユー』、福岡は『ボン・バランス』。

## 解説
※『宝塚歌劇100年史（舞台編）』の宝塚大劇場公演のデータを参照。
江戸時代・元禄を舞台に、舞の名家である朱雀と壬生がしのぎを削りながら曲「春鶯囀」を完成させるまでの、厳しくも華やかな芸の道を描く物語。

## 公演期間と公演場所
- 1975年1月1日 - 1月30日[1]（新人公演：1月22日[3]）　宝塚大劇場（月組公演）
- 1975年5月16日 - 5月20日　福岡スポーツセンター（花組公演）[2]

## 宝塚大劇場公演のデータ
形式名は「舞踊劇」。12場。

### スタッフ
- 作[1]・演出[1]：植田紳爾
- 作曲[4]・編曲[4]：寺田瀧雄
- 編曲[4]：河崎恒夫
- 音楽指揮[4]：野村陽児
- 振付[4]：花柳寿楽
- 装置[4]：渡辺正男
- 衣装[4]：小西松茂、中川菊枝
- 照明[5]：今井直次
- 音響[5]・録音[5]：松永浩志
- 小道具[5]：上田特市
- 効果[5]：中田正廣
- 演出補[5]：阿古健
- 演出助手[5]：村上信夫
- 制作[5]：野田浜之助
- 鳴物[5]：望月太明蔵

### 主な配役
※役名の「：」より右側の人物が本公演。本公演人物・後方の「（）」の文字は1975年当時の所属組。
- 光信：春日野八千代[3]（専科[1]）
  - （新人公演）：藤城潤[3]
- 豊秋：大滝子[3]
  - （新人公演）：江夏淳[3]
- 光暉：榛名由梨[3]
  - （新人公演）：大湖かつら[3]
- 若菜：初風諄[3]
  - （新人公演）：北原千琴[3]